# Sándor Márki

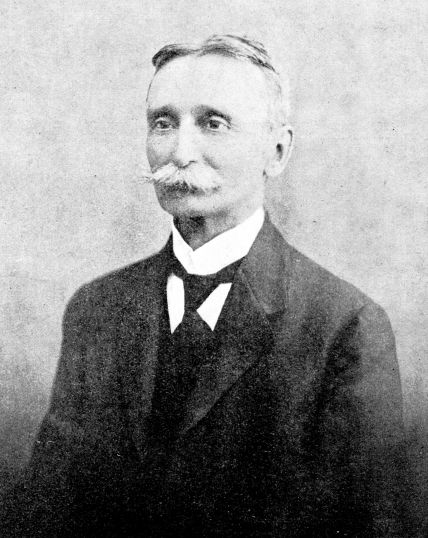
Sándor Márki

Sándor Márki, född 27 mars 1853 i Kétegyháza, död 1 juli 1925 i Gödöllő, var en ungersk historiker.
Márki blev 1892 professor i medeltidens och nyare tidens historia vid universitetet i Kolozsvár. Han skrev - på ungerska språket – bland annat "Georg Dosa och hans revolution" (1883), "Komitatet och staden Arads historia" (två band, 1892-95), flera historiska och geografiska läroböcker samt skildringen av tiden 1848-67 i det av Sándor Szilágyi utgivna samlingsverket "Ungerska nationens historia".